# Літературно-меморіальний музей Івана Франка (Криворівня)
Літературно-меморіальний музей Івана Франка — музей, присвячений Іванові Франку й розташований у селі Криворівня Верховинського району Івано-Франківської області. 
За рекомендацією відомого етнографа Володимира Гнатюка, який називав Криворівню «Українськими Афінами», Іван Франко приїхав сюди уперше у 1901 році. Спочатку Іван Франко зупинявся у гуцула Проця Мітчука, якого називали знахарем, бо він умів лікувати людей і тварин, знав і шанував гуцульську старовину. А з 1906 року Франко жив у хаті Василя Якіб'юка — відомого різьбяра, доброго знавця народної медицини і фотографа-самоука.
У Криворівні Іван Франко не тільки відпочивав, але й працював. Тут він написав повість «Великий шум», поему «Терен у нозі», автобіографічне оповідання «У кузні», оповідання «Як Юра Шикманюк брив Черемош», поезії «У безсонну ніченьку» та багато інших. Також письменник здійснив ряд перекладів, записував фольклор.

## Опис музею

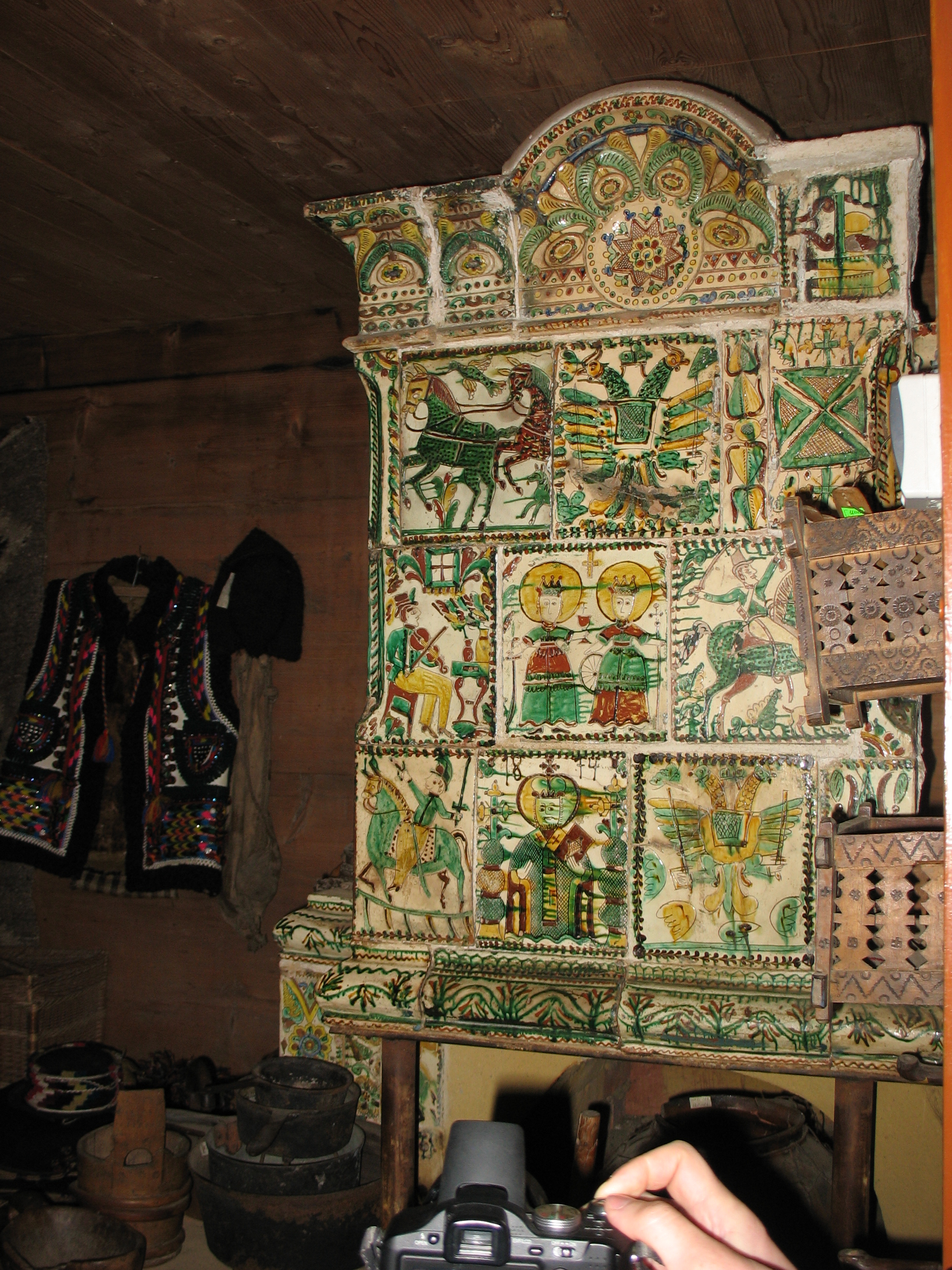
Гуцульська піч у музеї, обкладена кахлями роботи О.Бахматюка 1874 р.

Музей розміщений у колишньому будинку Василя Якіб'юка, який з 1901 року по 1914 рік часто навідував Іван Франко. Іван Франко бував тут переважно в літні місяці в 1901–1904, 1906–1907, 1909–1914 роках. Франка в Криворівні відвідували Леся Українка, Гнат Хоткевич, Михайло Коцюбинський, Олександр Олесь, Антін Крушельницький, Михайло Грушевський, Володимир Гнатюк, Володимир Шухевич, Іван Труш, польський письменник Станіслав Вінценз.
З 1953 року тут було засновано кімнату-музей, сільський клуб та бібліотеку. У 1960 році за сприянням Платоніди Володимирівни Хоткевич та ректора Львівського університету ім. І. Франка Євгена Лазаренка у цьому будинку створено літературно-меморіальний музей Івана Франка.
Експозиція музею розташована в 5 кімнатах. У музеї зберігаються меморіальні речі, якими користувався Франко: ліжко, на якому спав письменник, стілець на якому він сидів, столик, за яким працював, сіті для ловлі риби, гуцульська сокирка, подарована господарем хати, годинник який висів у господаря за життя Франка, лавка, на якій сиділи Франкові гості. Привертають увагу такі експонати, як тогочасний міксер, значно більший за сучасний та повністю зроблений з дерева, а також стіл, який був зокрема залучений у зніманні фільму «Тіні забутих предків». У музеї також є крісло-розкладачка, на якому відпочивав Михайло Коцюбинський. Серед експонатів музею в Криворівні є також гуцульська піч, оздоблена кахлями роботи Олекси Бахматюка 1874 року.
Ще одна кімната в музеї присвячена видатній жительці села — Парасці Плитці-Горицвіт. Параска Плитка-Горицвіт — автор більш як 1000 рукописних та власноруч переплетених й ілюстрованих книг. Збереглася велика колекція ікон, що вона їх збирала. З часом планується відкрити окремий музей Параски Плитки-Горицвіт.
У музеї є кімната, в якій відтворено інтер'єр гуцульської оселі кінця ХІХ – початку ХХ ст. Представлено гуцульський одяг, декоративно-ужиткові речі.
З нагоди 50-річчя заснування музею у 2010 році в Криворівні було проведено науково-практичну конференцію «Літературно-меморіальний музей Івана Франка як осередок культурно-мистецького життя Гуцульщини».
Під час святкування 150-річчя від дня народження Івана Франка відкрито виставковий зал музею, де експонуються роботи майстрів декоративно-ужиткового мистецтва.
Поруч з музеєм стоїть пам'ятник Каменяреві, відкритий у 1981 році, а також обеліск, виготовлений місцевим майстром І. Марусяком, з написом «Видатному українському письменникові Іванові Франкові».
За час існування музею його працівники організували понад 70 виставок на франкову тематику. У музеї проходять вечори, франківські читання, зустрічі, конференції.

## Практична інформація
Адреса: присілок Москалівка, с. Криворівня,
Верховинський район, 78710
Вихідні дні: понеділок
Години роботи: з 10:00 до 18:00 год.
Обід: з 13:00 до 14:00 год.
Цей музей брав участь у проекті «Відкритий туризм: доступність відпочинку на Івано-Франківщині для осіб з особливими потребами».